# Belgradogambiet
Het Belgradogambiet in de opening van een schaakpartij valt onder de schaakopening Schots. Het gambiet is in de Tweede Wereldoorlog geanalyseerd door een Joegoslavische schaker. Het gambiet begint met de zetten: 1.e4 e5 2.Pf3 Pc6 3.Pc3 Pf6 4.d4 exd4 5.Pd5
Eco-code C44.
Dit gambiet is ingedeeld bij de open spelen.